# Jati Mulyo 1
Jati Mulyo 1 is een bestuurslaag in het regentschap Ogan Komering Ulu van de provincie Zuid-Sumatra, Indonesië. Jati Mulyo 1 telt 2196 inwoners (volkstelling 2010).